# Ferdinando Gasparo Turrini
Ferdinando Gasparo Turrini ou Ferdinando Gasparo Bertoni ou Ferdinando Turrini Bertoni, surnommé « Bertoni l'orbo » ou « Bertoncino », est un organiste et compositeur italien, né le 26 février 1745 à Salò et mort vers 1820 à Brescia.

## Biographie
Ferdinando Gasparo Turrini est le neveu de Ferdinando Bertoni, dont il fut l'élève à Venise et dont il utilisa le nom. C'est pourquoi il fut surnommé « Bertoncito » du fait de sa parenté avec son oncle, puis « el orbo » (l'aveugle) à la suite de son handicap visuel. Il fut claveciniste et directeur de répétitions dans un théâtre de Venise. En raison de cécité, il dut abandonner cette activité et s'installa à Padoue où il obtint le poste d'organiste de la basilique de San Giustina en 1772 et qu'il occupa jusqu'en 1800. Ensuite, il se rendit à Brescia, dont il fut organiste et enseignant très apprécié. La date de sa mort est incertaine (entre 1812 et 1829).
Il eut comme élève Antonio Calegari.
Il compose deux oratorios, une cantate et un Miserere. Ses sonates sont importantes, publiées en diverses séries, entre 1780 et 1807, les dernières d'entre elles dédiées à Muzio Clementi. Elles sont conçues pour le piano et non le clavecin, et plus élaborées que celles de Bertoni ou de Giovanni Battista Grazioli, lesquelles annoncent déjà le style pré-romantique de Jan Ladislav Dussek et de Clementi.

## Discographie
- 12 Sonates pour clavecin - Michele Barchi, clavecin (juin 2017/septembre 2018, 2CD Brilliant Classics) (OCLC 1122902124)